# SN 2007ke
SN 2007ke – supernowa typu Ib odkryta 24 września 2007 roku w galaktyce NGC 1129. W momencie odkrycia miała maksymalną jasność 18,50m.